# Bounty (attractie)
Bounty was een attractie in het Belgische attractiepark Walibi Belgium.

## Beschrijving

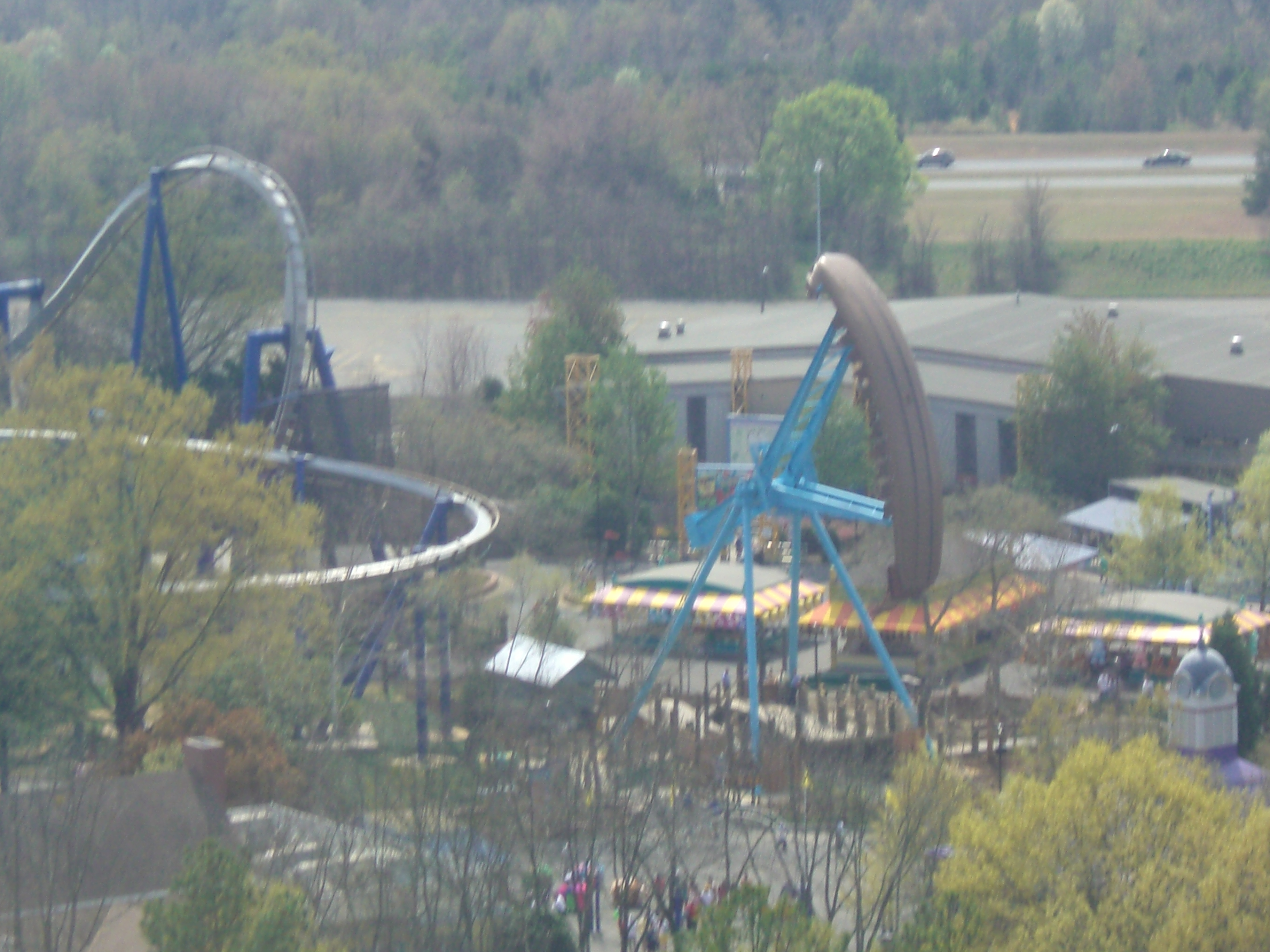
Southern Star, een Looping Starship

De Bounty was een Looping Schip, een type schommelschip dat 360° rond draait. Dit noemt men een Looping Starship (ook wel Space Shuttle). De attractie werd ontworpen door het Zwitserse bedrijf Intamin AG. Het schip draaide rond aan twee armen en pronkte aan het meer in het Caraïbische gedeelte van het park.
Oorspronkelijk had de Bounty een rood-witte schildering. De pijlers waren in het wit en de draagarmen van de boot en het tegengewicht in het rood geschilderd. Later werd alles in het bruin geschilderd en kwam er een dak over de gondel, om de buurtbewoners tegemoet te komen die klaagden over geluidsoverlast van gillende bezoekers.
Eerst stond de Bounty in het Franse park Zygofolis (dicht bij Nice). Hij werd daar geopend in 1987 onder de naam Le Bateau Ivre. Na het faillissement van dat park in 1992 heeft Walibi de attractie overgenomen.
Begin 2003 werd beslist de Bounty niet meer te openen. Hij bleef er nog 3 seizoenen staan en werd uiteindelijk in 2006 afgebroken en verwijderd uit het park.
Afbeeldingen · Geschiedenis van Walibi Belgium